# سيميون إتش. أندرسون
سيميون إتش. أندرسون هو محامي وسياسي أمريكي، ولد في 2 مارس 1802 في لانكستر في الولايات المتحدة، وتوفي بنفس المكان في 11 أغسطس 1840. نشط حزبياً في حزب اليمين. وقد انتخب عضو مجلس النواب الأمريكي ‏.